# Jamaica Bay

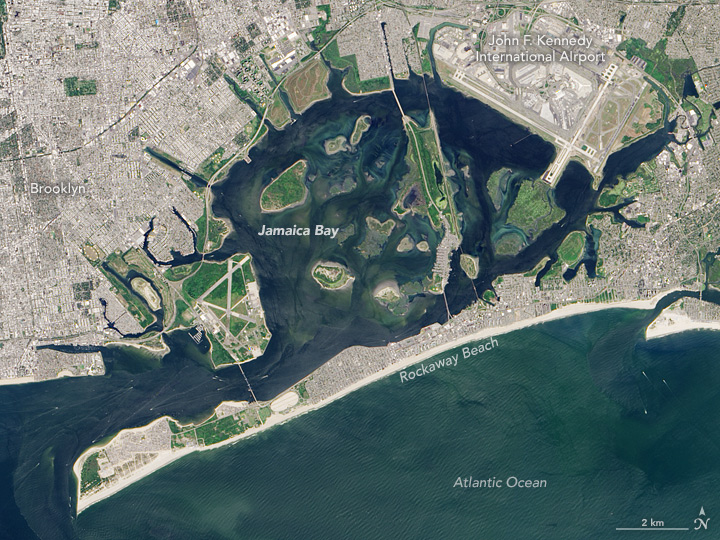
Die Jamaica Bay vom Terra-Satelliten gesehen

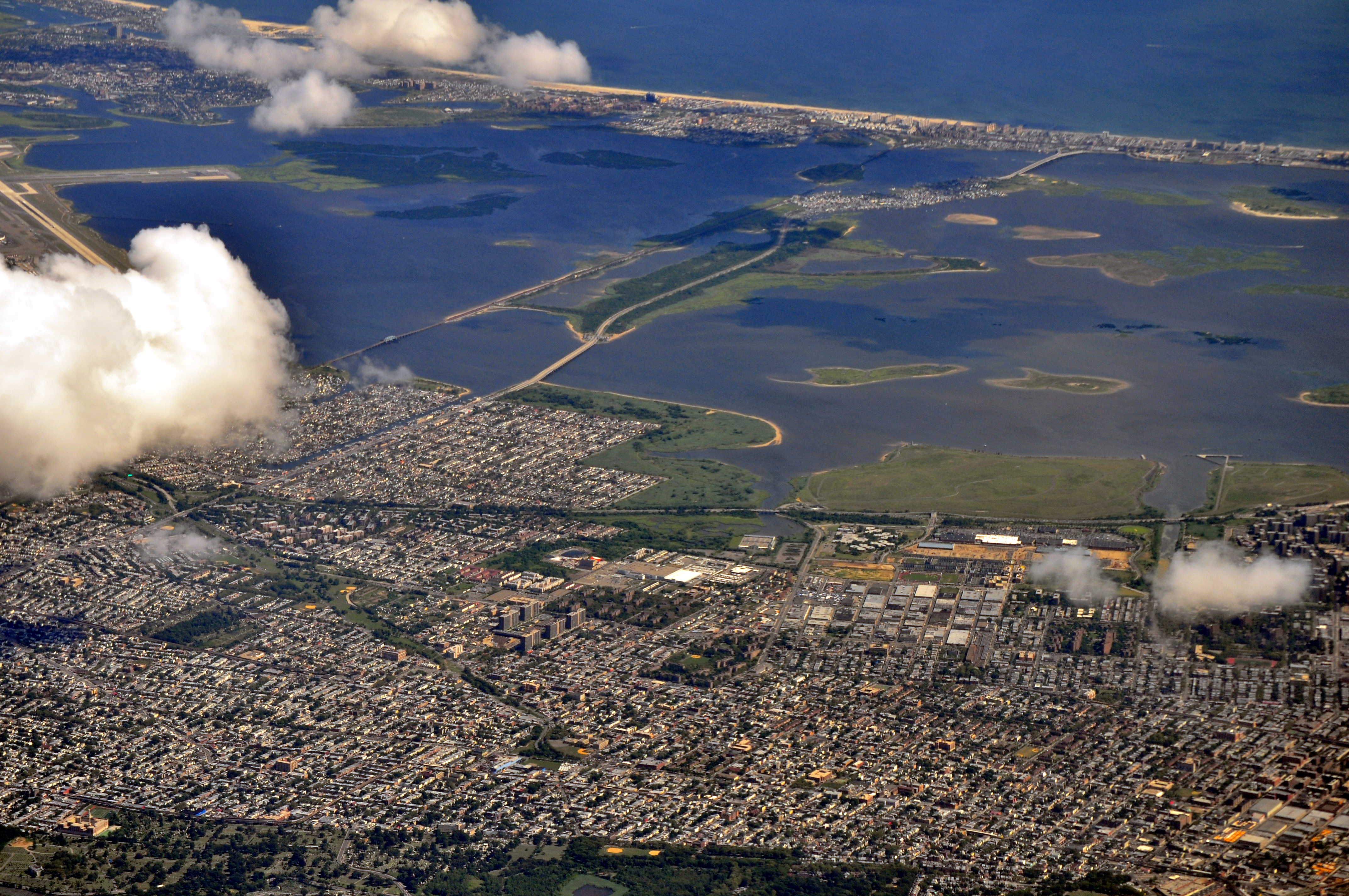
Jamaica Bay (Nordwestansicht, 2013)

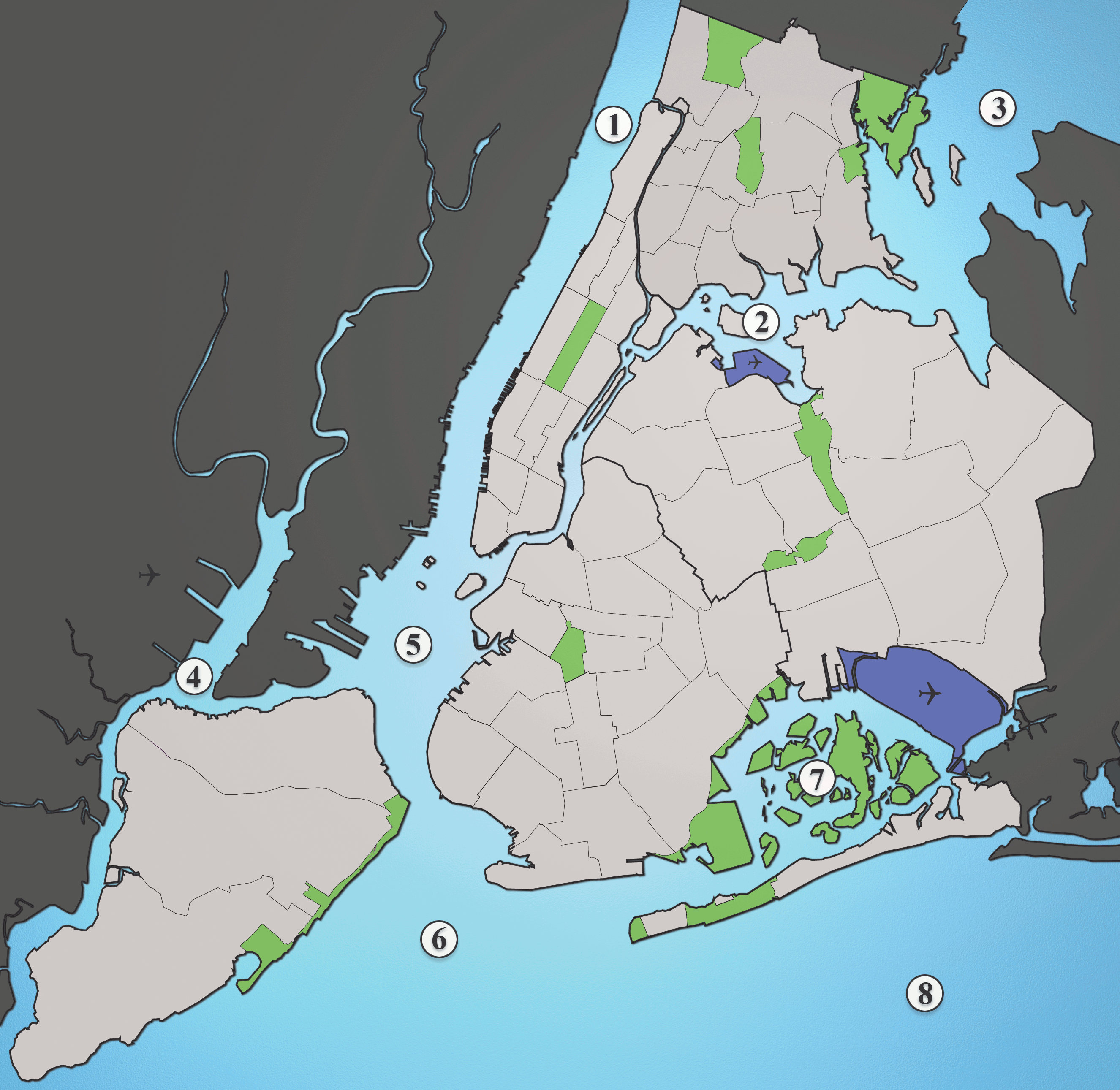
Lage: New York City mit der Jamaica Bay im Südosten; blauviolett der an der Bucht gelegene Flughafen „John F. Kennedy“

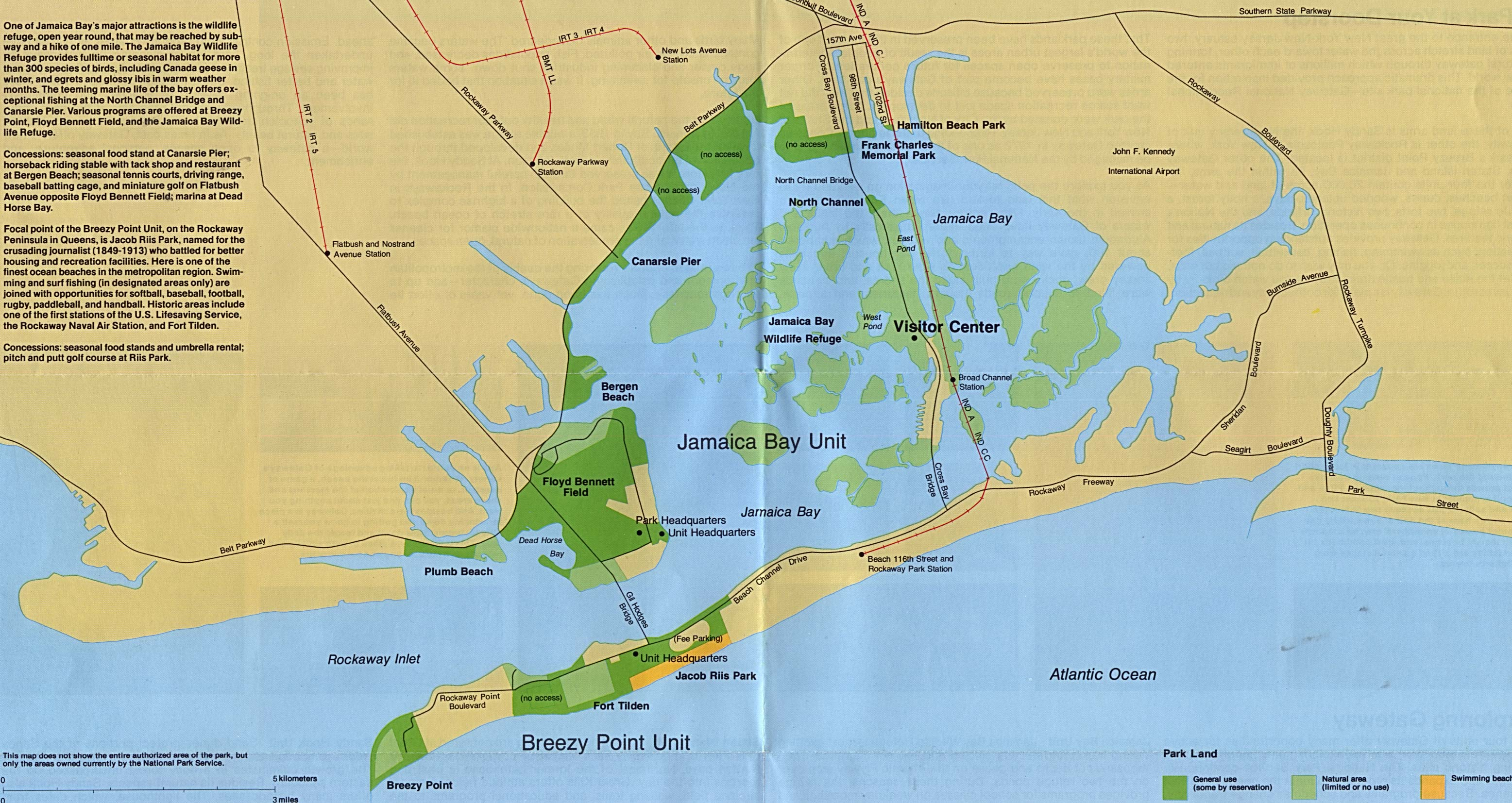
Das Gebiet der Jamaica Bay

Die Jamaica Bay erstreckt sich entlang der New Yorker Stadtteile Brooklyn und Queens.

## Geografie
Sie umfasst mehr als 70 Quadratkilometer Wasser, Marschland, viele kleine Buchten und Kanäle und ein Archipel von Inseln. Sie wird durch die vor ihr liegende, schmale Rockaway Peninsula vom Atlantik getrennt.

## Verkehr
Jamaica Bay ist über Brücken von Queens und Rockaway erreichbar. Im Ort Broad Channel befindet sich eine U-Bahn-Haltestelle der Linie A.

## Filme
- Bernard Guerrini, Mathias Schmitt (Regie): Naturopolis – New York, die grüne Revolution. Dokumentarfilm, Frankreich/USA, 2013, 90 Min.[1]